# Ma Kuej
Ma Kuej (čínsky pchin-jinem Má Guì, znaky tradiční 麻貴; 16. století – 17. století) byl generál působící v čínské říši Ming za vlády císaře Wan-liho. Pocházel z Ta-tchungu v provincii Šan-si, kde jeho otec sloužil jako vojenský velitel. Většinu své kariéry strávil na severní a severozápadní hranici mingské říše v bojích s Mongoly, začátkem 90. let se podílel na potlačení povstání v Ning-sia, bojoval v Koreji s Japonci v Imdžinské válce, v letech 1599–1600 působil na jihozápadě Číny při likvidaci povstání Jang Jing-lunga.

## Jméno
Ma Kuej používal zdvořilostní jméno Ming-chuej (čínsky pchin-jinem Mínghuí, znaky 溟回) a přezdívku Er-čchüan (čínsky pchin-jinem Érquán, znaky 而泉).

## Život
Ma Kuej pocházel z vojenského rodu žijícího v Ta-tchungu na severu provincie Šan-si na hranici s Mongoly. Jeho otec Ma Lu byl zástupcem velitele tatchungského regionu a úspěšně válčil s Mongoly Altan-chána a jeho synů. Ma Kuej s bratrem Ma Ťinem následovali otce ve vojenské kariéře a zastávali velitelské pozice v pohraničních armádách severu a severozápadu říše Ming. Rod Ma byl na severozápadě dosti mocný, srovnávaný s rodem Li (Li Čcheng-liang a jeho synové a další příbuzní) na severovýchodě v Liao-tungu.
Sloužil na mongolské hranici, roku 1592 byl jedním z generálů pověřených likvidací povstání v Ning-sia; při obléhání Ning-sia velel jízdě, se kterou odrážel útoky Mongolů snažících se o podporu povstalců. Poté sloužil na mongolské hranici, roku 1596 porazil mongolskou jízdu Bušugtua. V letech 1597–1598 velel mingské armádě v Koreji bojující proti druhé japonské invazi v Imdžinské válce. Vzápětí byl poslán na jihozápad Číny proti povstání Jang Jing-lunga. Naposledy sloužil jako velitel liaotungského regionu.